# FIVB World Tour 2013 der Frauen
Die FIVB World Tour 2013 der Frauen bestand aus 15 Beachvolleyball-Turnieren, von denen zehn als Grand Slam und vier als Open ausgetragen wurden. Die Weltmeisterschaft fand vom 1. bis zum 6. Juli in Stare Jabłonki in Polen statt.

## Turniere

### Fuzhou Open, China, 24. bis 28. April 2013
| Platz | Team                 |
| ----- | -------------------- |
| 1     | Xue/Zhang Xi         |
| 2     | Liliana/Baquerizo    |
| 3     | Holtwick/Semmler     |
| 4     | Meppelink/van Gestel |
| 5     | Cicolari/Menegatti   |
| 5     | Antonelli/Ágatha     |
| 5     | Lili/Seixas          |
| 5     | A. Ross/Kessy        |

Zum ersten Turnier der World Tour des Jahres hatten sechs deutsche Teams gemeldet, von denen Holtwick/Semmler, Borger/Büthe und Ludwig/Walkenhorst für das Hauptfeld gesetzt waren. Ludwig/Walkenhorst konnten jedoch wegen einer Verletzung von Walkenhorst im Abschlusstraining nicht antreten. Das Duo Köhler/Schumacher konnte sich in der Qualifikation nicht durchsetzen. Borger/Büthe beendeten das Turnier nach einer Niederlage gegen das brasilianische Team Lili/Seixas mit dem 17. Platz.

Im Halbfinale unterlagen Holtwick/Semmler den topgesetzten Xue/Zhang Xi, waren dann aber im Spiel um Platz drei gegen die Niederländerinnen Meppelink/van Gestel mit 2:0 erfolgreich. Das Finale entschieden Xue/Zhang Xi mit 2:0 über Liliana/Baquerizo für sich.

### Shanghai Grand Slam, China, 1. Mai bis 5. Mai 2013
| Platz | Team                      |
| ----- | ------------------------- |
| 1     | Talita/Lima               |
| 2     | D. Schwaiger/S. Schwaiger |
| 3     | Maria Clara/Carol         |
| 4     | Meppelink/van Gestel      |
| 5     | Antonelli/Ágatha          |
| 5     | Lili/Seixas               |
| 5     | Xue/Zhang Xi              |
| 5     | Ludwig/Walkenhorst        |

Für das Hauptfeld in Shanghai waren die drei deutschen Teams Holtwick/Semmler, Borger/Büthe und Ludwig/Walkenhorst gesetzt. Das Duo Köhler/Schumacher unterlag in der Qualifikation den Niederländerinnen van der Vlist/Wesselink und erreichte damit nicht das Hauptfeld. Alle drei Teams beendeten die Poolphase als Gruppenerster und standen damit direkt in der zweiten Runde. Sowohl Holtwick/Semmler unterlagen hier dem Team Lili/Seixas, als auch Borger/Büthe dem Duo Meppelink/van Gestel. Beide belegten den neunten Platz. Das letzte deutsche Team unterlag den Österreicherinnen D. Schwaiger/S. Schwaiger und wurde Fünfter. Die Schwaiger-Schwestern trafen im Finale auf die Brasilianerinnen Talita/Lima, waren aber mit 0:2 unterlegen.

### Corrientes Grand Slam, Argentinien, 22. bis 26. Mai 2013
| Platz | Team                 |
| ----- | -------------------- |
| 1     | Meppelink/van Gestel |
| 2     | Antonelli/Ágatha     |
| 3     | Maria Clara/Carol    |
| 4     | A. Ross/Kessy        |
| 5     | Liliana/Baquerizo    |
| 5     | Bieneck/Großner      |
| 5     | Borger/Büthe         |
| 5     | Holtwick/Semmler     |

Für das Hauptfeld beim Grand Slam in Argentinien waren die drei deutschen Teams Holtwick/Semmler, Borger/Büthe und Köhler/Schumacher gesetzt. Über die Qualifikation erreichten auch Bieneck/Großner das Hauptfeld. In der ersten Runde schieden Köhler/Schumacher gegen das Schweizer Team Zumkehr/Heidrich aus. Die restlichen drei deutschen Teams schieden in der dritten Runde aus und belegten damit den fünften Platz. Für Bieneck/Großner war es die bisher beste Platzierung auf der Welttour.

Im Finale war das niederländische Team Meppelink/van Gestel mit 2:0 gegen die Brasilianerinnen Antonelli/Ágatha erfolgreich.

### Den Haag Grand Slam, Niederlande, 11. bis 16. Juni 2013
| Platz | Team                    |
| ----- | ----------------------- |
| 1     | Talita/Lima             |
| 2     | Maria Clara/Carol       |
| 3     | Holtwick/Semmler        |
| 4     | van der Vlist/Wesselink |
| 5     | Antonelli/Ágatha        |
| 5     | Liliana/Baquerizo       |
| 5     | Cicolari/Menegatti      |
| 5     | Keizer/Van Iersel       |

Holtwick/Semmler, Ludwig/Walkenhorst und Borger/Büthe waren für das Hauptfeld in Den Haag gesetzt. Köhler/Schumacher erreichten über die Qualifikationsrunde das Hauptfeld.
Borger/Büthe und Köhler/Schumacher beendeten das Turnier nach dem Aus in der ersten Runde mit dem 17. Platz. Ludwig/Walkenhorst waren gegen die Niederländerinnen van der Vlist/Wesselink mit 1:2 unterlegen und schieden mit dem neunten Platz aus. Mit Siegen über die brasilianischen Duos Lili/Seixas und Antonelli/Ágatha gelangten Holtwick/Semmler in das Semifinale. Dort trafen sie erneut auf ein brasilianisches Team, waren gegen Maria Clara/Carol aber unterlegen. Im Spiel um den dritten Platz waren sie gegen van der Vlist/Wesselink mit 2:0 erfolgreich. Im Finale standen sich damit zwei brasilianische Teams gegenüber, das Talita/Lima für sich entscheiden konnten.

### Rom Grand Slam, Italien, 18. bis 23. Jun 2013
| Platz | Team                 |
| ----- | -------------------- |
| 1     | Talita/Lima          |
| 2     | A. Ross/Kessy        |
| 3     | Lili/Seixas          |
| 4     | Borger/Büthe         |
| 5     | Cicolari/Menegatti   |
| 5     | Meppelink/van Gestel |
| 5     | Zumkehr/Heidrich     |
| 5     | Dubovcová/Nestarcová |

Nachdem sich Köhler/Schumacher in der Qualifikation durchsetzen konnten, spielten mit Holtwick/Semmler, Ludwig/Walkenhorst und Borger/Büthe wieder vier deutsche Teams im Hauptfeld. Köhler/Schumacher waren gegen die auf Eins gesetzten Italienerinnen Cicolari/Menegatti mit 0:2 unterlegen und belegten den 17. Platz. Holtwick/Semmler beendeten das Turnier ebenfalls mit dem 17. Platz und einer Niederlage gegen die Brasilianerinnen Antonelli/Ágatha.
Ludwig/Walkenhorst gewannen ihre Poolphase und mussten erst wieder in der zweiten Runde antreten. Dort waren sie aber gegen Talita/Lima unterlegen. Borger/Büthe kamen mit Siegen gegen Liliana/Baquerizo und Keizer/Van Iersel bis in das Semi-Finale, in dem sie gegen Talita/Lima, den Turniersiegerinnen unterlegen waren. Das Spiel um Platz drei verloren sie dann gegen Lili/Seixas mit 0:2. Für Borger/Büthe war es der bislang größte Erfolg in ihrer Karriere auf der World Tour.

### Stare Jabłonki Weltmeisterschaft, Polen, 1. bis 6. Juli 2013
| Platz | Team                      |
| ----- | ------------------------- |
| 1     | Xue/Zhang Xi              |
| 2     | Borger/Büthe              |
| 3     | Lili/Seixas               |
| 4     | A. Ross/Pavlik            |
| 5     | Fendrick/Hochevar         |
| 5     | D. Schwaiger/S. Schwaiger |
| 5     | Ludwig/Walkenhorst        |
| 5     | Cicolari/Menegatti        |

Der Deutsche Volleyball-Verband war mit den vier Teams Holtwick/Semmler, Ludwig/Walkenhorst, Borger/Büthe und Bieneck/Großner bei der WM vertreten. Borger/Büthe und Holtwick/Semmler gewannen ihre Vorrundengruppen ungeschlagen, Ludwig/Walkenhorst und Bieneck/Großner zogen als jeweilige Gruppenzweite in die Ko-Runde der letzten 32 Teams. In der ersten Ko-Runde schieden Holtwick/Semmler gegen die Niederländerinnen Keizer/Van Iersel und Bieneck/Großner gegen die Italienerinnen Cicolari/Menegatti jeweils mit einer 1:2-Niederlage aus. Ludwig/Walkenhorst erreichten mit einem 2:1-Sieg gegen die Brasilianerinnen Talita/Lima die zweite Runde.
Im Viertelfinale setzten sich Borger/Büthe mit 2:1 gegen die US-Amerikanerinnen Fendrick/Hochevar durch. Dagegen schieden Ludwig/Walkenhorst im Viertelfinale aus und wurden Fünfte. Sie unterlagen den an Zwei gesetzten Chinesinnen Xue/Zhang Xi mit 0:2. Borger/Büthe konnten sich auch im Halbfinale durchsetzen und besiegten das US-amerikanische Team Ross/Pavlik mit 2:0 und standen damit im Finale gegen Xue/Zhang Xi, waren da aber mit 1:2 unterlegen.

### Gstaad Grand Slam, Schweiz, 9. bis 14. Juli 2013
| Platz | Team               |
| ----- | ------------------ |
| 1     | Xue/Zhang Xi       |
| 2     | Lili/Seixas        |
| 3     | Talita/Lima        |
| 4     | Ludwig/Walkenhorst |
| 5     | Antonelli/Ágatha   |
| 5     | Holtwick/Semmler   |
| 5     | Fopma/Sweat        |
| 5     | Day/S. Ross        |

Für den Grand Slam in der Schweiz waren Holtwick/Semmler, Ludwig/Walkenhorst und Bieneck/Großner gesetzt. Wegen einer Verletzung von Britta Büthe konnte das Team Borger/Büthe nicht teilnehmen. Köhler/Schumacher erreichten das Hauptfeld über die Qualifikationsrunde, schieden aber in der Poolphase aus. Bieneck/Großner scheiterten in der ersten Runde am australischen Team Bawden/Clancy. In der dritten Runde trafen Holtwick/Semmler auf Talita/Lima, denen sie mit 0:2 unterlagen. Ludwig/Walkenhorst waren in der dritten Runde mit 2:0 erfolgreich gegen das US-Team Fopma/Sweat und zogen ins Halbfinale ein, unterlagen dort aber gegen Lili/Seixas. Im Spiel um den dritten Platz unterlagen sie Talita/Lima wie schon in der Poolphase mit 0:2. Das Endspiel bestritten die Chinesinnen Xue/Zhang Xi gegen Lili/Seixas und gewannen mit 2:0.

### Long Beach Grand Slam, USA, 22. bis 27. Juli
| Platz | Team                 |
| ----- | -------------------- |
| 1     | Talita/Lima          |
| 2     | Maria Clara/Carol    |
| 3     | Holtwick/Semmler     |
| 4     | Day/S. Ross          |
| 5     | Antonelli/Ágatha     |
| 5     | Pavan/Bansley        |
| 5     | Dubovcová/Nestarcová |
| 5     | Fendrick/Hochevar    |

Neben den Fünftplatzierten von Gstaad Holtwick/Semmler waren noch die deutschen Teams Bieneck/Großner und Köhler/Schumacher für das Hauptfeld gesetzt. Sowohl Borger/Büthe (verletzungsbedingt), als auch Ludwig/Walkenhorst sagten für Long Beach ab. Krebs/Weiland spielten das erste Mal auf der World Tour 2013, schieden aber bereits in der
Qualifikation gegen die Polinnen Wolak/Pregowska aus. Bieneck/Großner scheiterten in der ersten Runde an den auf Eins gesetzten Team A. Ross/Kessy. Köhler/Schumacher unterlagen in der zweiten Runde dem Team Talita/Lima. Holtwick/Semmler spielten nach einer Niederlage gegen Maria Clara/Carol im Halbfinale im kleinen Finale um Platz drei. Das Spiel gegen Day/Summer konnten sie mit 2:0 für sich entscheiden und erreichten damit den dritten Platz.

### Anapa Open, Russland, 23. bis 27. Juli 2013
| Platz | Team                |
| ----- | ------------------- |
| 1     | Ukolowa/Chomjakowa  |
| 2     | Mersmann/Schneider  |
| 3     | Popowa/Prokopjewa   |
| 4     | Hughes/Nielsen      |
| 5     | Fernanda/Maia       |
| 5     | Tillmann/Aulenbrock |
| 5     | Tschaika/Syrzewa    |
| 5     | Radarong/Udomchavee |

Am zeitgleich mit dem Grand Slam in Long Beach stattfindenden Open nahmen die vier deutschen Teams Tillmann/Aulenbrock, Behrens/Seyfferth, Laboureur/Sude und Mersmann/Schneider im Hauptfeld teil. Laboureur/Sude beendeten das Turnier nach einer Niederlage in der ersten Runde mit dem 17. Platz. In der zweiten Runde entschieden Tillmann/Aulenbrock das deutsche Duell gegen Behrens/Seyfferth für sich. In der dritten Runde unterlagen sie Popowa/Prokopjewa und belegten den fünften Platz. Mersmann/Schneider verloren erst im Finale gegen Ukolowa/Chomjakowa und wurden Zweiter.

### Berlin Grand Slam, Deutschland, 7. bis 11. August 2013
| Platz | Team                      |
| ----- | ------------------------- |
| 1     | Talita/Lima               |
| 2     | Holtwick/Semmler          |
| 3     | Fopma/Sweat               |
| 4     | Kolocová/Sluková          |
| 5     | D. Schwaiger/S. Schwaiger |
| 5     | Ludwig/Walkenhorst        |
| 5     | Popowa/Prokopjewa         |
| 5     | Ukolowa/Chomjakowa        |

Neben den vier gesetzten Teams Holtwick/Semmler, Ludwig/Walkenhorst, Borger/Sude und Bieneck/Großner konnte sich noch das Duo Laboureur/Tillmann für das Hauptfeld qualifizieren. Alle deutschen Teams überstanden die Poolphase. Laboureur/Tillmann beendeten das Turnier mit dem 17. Platz mit einer Niederlage in der ersten Runde. Bieneck/Großner und Borger/Sude verloren ihre Spiele in der zweiten Runde und wurden damit Neunter. Für Ludwig/Walkenhorst endete das Turnier in der dritten Runde und dem fünften Platz. Holtwick/Semmler spielten sich bis in das Finale gegen Talita/Lima, unterlagen dort jedoch mit 1:2.

### Moskau Grand Slam, Russland, 21. bis 25. August 2013
| Platz | Team                           |
| ----- | ------------------------------ |
| 1     | Maria Clara/Carol              |
| 2     | Ludwig/Walkenhorst             |
| 3     | Liliana/Baquerizo              |
| 4     | Menegatti/Orsi Toth            |
| 5     | Bawden/Clancy                  |
| 5     | Antonelli/Ágatha               |
| 5     | Syrzewa/Schirjajewa-Moissejewa |
| 5     | Tanja Goricanec/Hüberli        |

Im Hauptfeld in Moskau waren die deutschen Teams Holtwick/Semmler, Ludwig/Walkenhorst und Borger/Büthe für das Hauptfeld gesetzt. Bieneck/Großner gelangten über die Qualifikation in das Hauptfeld. Alle deutschen Teams überstanden die Poolphase. Für Bieneck/Großner kam jedoch in der ersten Runde das Aus. In der zweiten Runde scheiterten sowohl Holtwick/Semmler an den späteren Siegern des Turniers, als auch Borger/Büthe am Schweizer Team Tanja Goricanec/Hüberli. Ludwig/Walkenhorst spielten sich bis ins Finale, waren jedoch mit 0:2 gegen die Brasilianerinnen Maria Clara/Carol unterlegen.

### São Paulo Grand Slam, Brasilien, 9. bis 13. Oktober 2013
| Platz | Team                |
| ----- | ------------------- |
| 1     | Walsh/A. Ross       |
| 2     | Ludwig/Walkenhorst  |
| 3     | Antonelli/Ágatha    |
| 4     | Menegatti/Orsi Toth |
| 5     | Maria Clara/Carol   |
| 5     | Holtwick/Semmler    |
| 5     | Forrer/Vergé-Dépré  |
| 5     | Fendrick/Hochevar   |

Drei deutsche Teams waren für das Hauptfeld gesetzt: Holtwick/Semmler, Ludwig/Walkenhorst und Borger/Büthe. Über die Qualifikation ins Hauptfeld gelangten Bieneck/Großner, die das Turnier auf einem 17. Platz beendeten. Im Achtelfinale siegten Ludwig/Walkenhorst gegen Borger/Büthe mit 2:1. Ebenso gab es im Viertelfinale eine deutsch-deutsche Begegnung; Ludwig/Walkenhorst gewannen auch hier gegen Holtwick/Semmler. Nach einem weiteren Sieg gegen Antonelli/Ágatha standen Ludwig/Walkenhorst im Finale, das sie 1:2 gegen Walsh/Ross verloren geben mussten.
Das Schweizer Team Forrer/Vergé-Dépré drang erstmals bei einem Grand Slam bis ins Viertelfinale vor und besiegte auf diesem Weg die an Nummer 1 gesetzten Talita/Lima.

### Xiamen Grand Slam, China, 23. bis 27. Oktober 2013
| Platz | Team                |
| ----- | ------------------- |
| 1     | Walsh/A. Ross       |
| 2     | Talita/Lima         |
| 3     | Ludwig/Walkenhorst  |
| 4     | Holtwick/Semmler    |
| 5     | Antonelli/Ágatha    |
| 5     | Maschkowa/Zymbalowa |
| 5     | Prokopjewa/Ukolowa  |
| 5     | Day/S. Ross         |

Die deutschen Paare Laboureur/Sude und Mersmann/Schneider überstanden die Qualifikation ebenso wie Hansel/Zass. Die Österreicherinnen konnten jedoch in ihrem Pool ebenso wenig ein Spiel gewinnen wie die Schweizerinnen Hüberli/Goricanec. In der Hauptrunde 1 unterlagen Laboureur/Sude nach einem Erfolg in der Gruppenphase Mersmann/Schneider, die zwei Siege in der Vorrunde aufweisen konnten. Für die Gewinnerinnen war jedoch im Achtelfinale nach der Niederlage gegen Talita/Lima das Turnier beendet. Das Halbfinale erreichten Holtwick/Semmler, die auf die Bezwingerinen ihrer Landsfrauen trafen und Ludwig/Walkenhorst, die sich mit Walsh/A. Ross auseinandersetzen mussten. Beide deutsche Teams verloren ihre Begegnungen. Ludwig und Walkenhorst gewannen anschließend die Bronzemedaille, während die dreifache Weltmeisterin und Olympiasiegerin und ihre Partnerin nach dem Dreisatzsieg über die Brasilianerinnen den obersten Podestplatz erreichten.

### Phuket Open, Thailand, 29. Oktober bis 3. November 2013
| Platz | Team                   |
| ----- | ---------------------- |
| 1     | Xue/X. Y. Xia          |
| 2     | Day/S. Ross            |
| 3     | Maria Clara/Carol      |
| 4     | Antonelli/Ágatha       |
| 5     | Gallay/Klug            |
| 5     | Yue/Ma                 |
| 5     | van der Vlist/Braakman |
| 5     | Prokopjewa/Ukolowa     |

Wie schon in Xiamen besiegten Mersmann/Schneider auch in Thailand nach erfolgreicher Qualifikation und nach dem Weiterkommen im Pool in der ersten Hauptrunde mit Laboureur/Sude ein anderes deutsches Paar. Die mussten sich schon in der Gruppenphase ihren Landsfrauen Ludwig/Walkenhorst geschlagen geben, die nach drei Erfolgen in der Vorrunde im Achtelfinale ebenso ausschieden wie Mersmann/Schneider. Die Chinesinnen Xue Chen/Xia Xinyi gewannen nach ihrem Sieg im Halbfinale über Maria Clara/Carol auch das Endspiel gegen Emily Day und Summer Ross, die zuvor Antonelli/Ágatha geschlagen hatten. Das brasilianische Duell um die Bronzemedaille entschieden Maria Clara und Carol für sich. Teams aus Österreich und der Schweiz waren in Phuket nicht am Start.

### Durban Open, Südafrika, 11. bis 15. Dezember 2013
| Platz | Team                           |
| ----- | ------------------------------ |
| 1     | Xue/X. Y. Xia                  |
| 2     | Laboureur/Sude                 |
| 3     | Pavlik/Kessy                   |
| 4     | Mersmann/Schneider             |
| 5     | Thais/Duda                     |
| 5     | Köhler/Schumacher              |
| 5     | Syrzewa/Schirjajewa-Moissejewa |
| 5     | Radarong/Udomchavee            |

Vier deutsche Duos traten beim Saison-Ausklang der Beach World Tour 2013 im südafrikanischen Durban an. Darunter befand sich jedoch keines der deutschen Top-Teams, die diese Saison bereits beendet hatten oder sich schon in der Vorbereitung auf die neue Saison befanden.

In der Vorrunde blieben Jana Köhler und Anni Schumacher ungeschlagen, Mersmann/Schneider und Laboureur/Sude erreichten wie die Österreicherinnen Katharina Schützenhöfer/Lena Plesiutschnig mit zwei Siegen die erste Hauptrunde. Kim Behrens und Sandra Seyfferth gelang dies mit nur einem Erfolg. Mersmann/Schneider gewannen ihr Spiel ebenso wie Laboureur/Sude das deutsche Duell gegen Behrens/Seyfferth, die wie das Team aus der Alpenrepublik ausschieden. Das Achtelfinale gestalteten die drei verbliebenen deutschen Paare erfolgreich.

Die Chinesinnen Xue/X. Y. Xia besiegten anschließend Köhler/Schumacher, in der Vorschlussrund Mersmann/Schneider und im Finale Laboureur/Sude und sicherten sich sowmit nach dem Erfolg in Thailand auch in Südafrika die Goldmedaille. Das Spiel um den dritten Platz verloren Mersmann/Schneider gegen die US-Amerikanerinnen Pavlik/Kessy.

## Auszeichnungen des Jahres 2013
| FIVB Tour Champion    | Talita/Lima               |
| Team of the year      | Talita/Lima               |
| Most Outstanding      | Walsh                     |
| Sportsperson          | Lima                      |
| Top Rookie            | Walkenhorst               |
| Most Inspirational    | Ludwig                    |
| Most Improved Player  | Walkenhorst               |
| Best Blocker          | Talita                    |
| Best Hitter           | Talita                    |
| Best Offensive Player | Talita                    |
| Best Server           | wurde nicht ausgezeichnet |
| Best Setter           | Semmler                   |
| Best Defensive Player | Ludwig                    |